# Polyrhachis sculpturata
Polyrhachis sculpturata är en myrart som beskrevs av Smith 1860. Polyrhachis sculpturata ingår i släktet Polyrhachis och familjen myror.

## Underarter
Arten delas in i följande underarter:
- P. s. javaniana
- P. s. sculpturata
- P. s. siamensis